# Gerhard Gollnow
Gerhard Gollnow (* 15. Oktober 1936) ist ein ehemaliger deutscher Fußballspieler, der in den Jahren 1958 bis 1962 für Hannover 96 in der Oberliga Nord 67 Spiele mit 30 Toren absolviert hat.

## Laufbahn

### Amateur, bis 1958
Als Spieler des Wolfenbütteler SV empfahl sich der junge Stürmer in den Runden 1956/57 und 1957/58 in der Amateur-Oberliga Ost in Niedersachsen für die Verbandsauswahl. Gollnow gehörte als Mittelstürmer dem Siegerteam von Niedersachsen im Länderpokal am 16. Juni 1957 gegen Westfalen an. Er erzielte einen Treffer zum 3:2-Sieg nach Verlängerung. Willi Giesemann vom VfL Wolfsburg war auf Halbrechts sein Sturmpartner. Als Titelverteidiger verlor Gollnow mit seinen Mannschaftskameraden Jürgen Moll, Werner Olk und Horst Wilkening am 1. Juni 1958 das Finale mit 0:2 gegen den Niederrhein. Der DFB berief das Offensiv-Talent zu den zwei Länderspielen der deutschen Fußballnationalmannschaft der Amateure im Mai 1958. Gollnow debütierte am 4. Mai 1958 bei der 2:4-Niederlage in Le Mans gegen Frankreich. Drei Tage später, am 7. Mai, erzielte Gollnow zum 5:1-Erfolg in Gelsenkirchen gegen Curaçao zwei Treffer an der Seite von Peter Grosser und Klaus Matischak. Zur Runde 1958/59 wurde er Vertragsspieler bei Hannover 96 in der Oberliga Nord.

### Hannover 96, 1958 bis 1962
Das erste Spiel in der Oberliga Nord bestritt der Stürmer aus Wolfenbüttel am Starttag der Runde 1958/59, am 17. August 1958, beim 0:0-Unentschieden bei Bremerhaven 93 neben Hans Tkotz und Heinz Wewetzer. In der dritten Saison bei Hannover 96, 1960/61, absolvierte Gollnow 26 Spiele und schoss 12 Tore. Hannover landete auf dem fünften Tabellenplatz. Verletzungsbedingt konnte er 1961/62 nur noch zwei Spiele in der Oberliga bestreiten. Sein letzter Einsatz datiert vom 11. Februar 1962, wo die 96er mit 1:2 Toren bei St. Pauli das Spiel verloren. Nach 67 Einsätzen mit 30 Toren endete die Oberliga-Karriere von Gerhard Gollnow.
Zwei Spiele bestritt er im Messepokal: am 7. Januar 1959 beim Auswärtsspiel gegen AS Rom, wo dem Mittelstürmer in der vierten Minute der Führungstreffer zum 1:0 gelang, und am 13. September 1960 bei der deutlichen 2:8-Niederlage bei Inter Mailand. Bei der Partie gegen die Mannschaft von Trainer Helenio Herrera steuerte er den zwischenzeitlichen 2:2-Ausgleichstreffer in der 61. Minute bei.